# Sant Tomàs de Llupià
Sant Tomàs de Llupià és l'església parroquial romànica del poble rossellonès de Llupià, a la comuna del mateix nom, a la Catalunya del Nord.

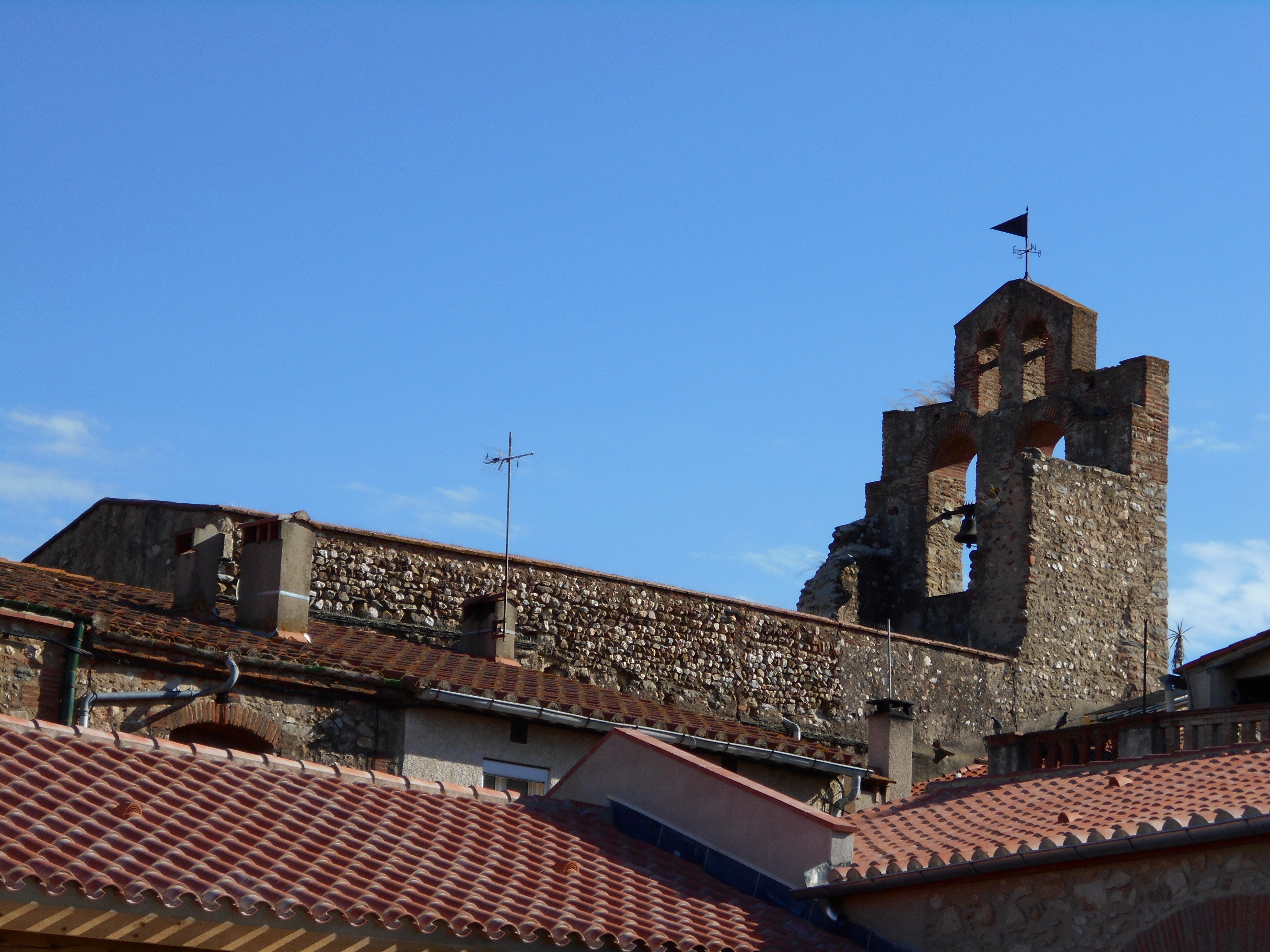
Sant Tomàs de Llupià emergint entre les teulades de l'antiga cellera

És al bell mig de la cellera originària del poble.

## Història
Tot i que el poble de Llupià està documentat des del 953, no és fins al 1019 que apareix Sant Tomàs de Llupià en un document. És en un judici sobre la possessió de Santa Coloma de Tuïr, a favor del comte Bernat de Besalú i del seu fill Seniofred. L'acta del document es fa a locum venerationis sancti Thome apostoli, cujus baselica sita est in eodem locum vocitatum Lupaino (el lloc de la veneració de sant Tomàs apòstol, la basílica del qual està situada en el lloc anomenat Llupià). El temple actual és bàsicament romànic, però ha sofert diverses afectacions amb el pas del temps.

## L'edifici

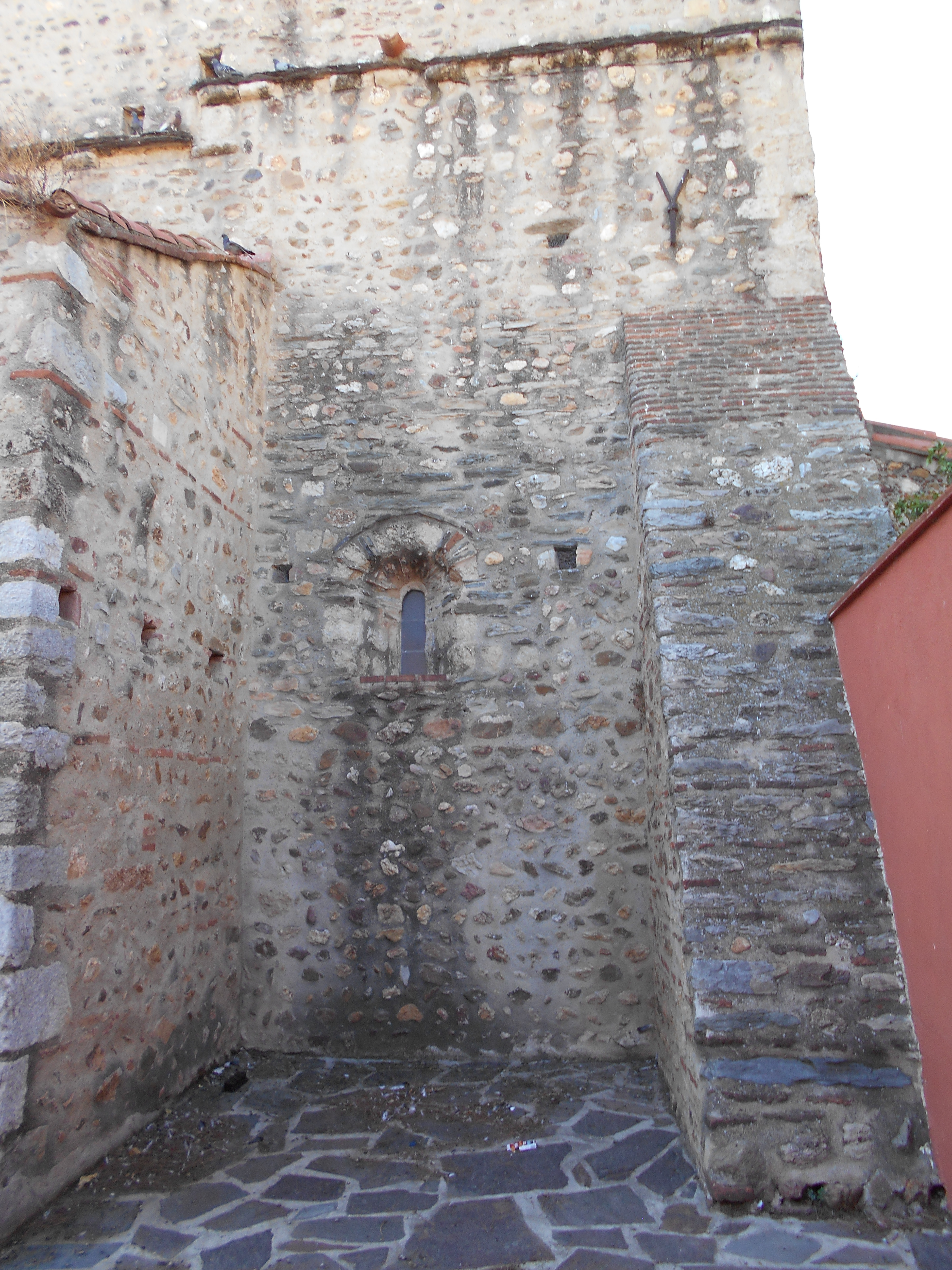
Finestra de l'extrem est de la façana meridional, romànica

És una església de nau única, orientada de llevant a ponent, que es conserva en bona part. L'absis, que era al costat de llevant, com és habitual en el romànic, és desaparegut en alguna reforma posterior, substituït per la sagristia; a més, s'hi van afegir dues capelles laterals a la nau. Una volta de canó sobre arcades laterals de mig punt cobreix la nau. La porta d'entrada és al mur de ponent, que s'obre a la Plaça del Castell, presenta un frontis d'un sol arc amb dovelles curtes i ben tallades, que no sembla pas romànic. Al damunt hi ha una finestra que tampoc no és de factura romànica, com tampoc no ho és l'alta espadanya que corona aquesta façana.
Els elements romànics s'aprecien en les filades inferiors d'aquesta façana, així com a quasi tota la façana meridional, sobretot per damunt de les capelles laterals afegides en època moderna. S'hi conserva una cornisa extradossada, i el nivell d'on arrencava la coberta de lloses corresponent al temple romànic. A prop d'on hi havia l'absis, en aquest mateix mur meridional, hi ha una finestra romànica, actualment tapiada. Era de doble vessant, i s'hi veu un arc de mig punt fet de lloses primes i allargassades, així com els dos muntants de l'obertura, que són fets de petits carreus ben tallats.
L'aparell és molt rústec, amb petits blocs de pedra units amb morter. Pel tipus de conreu, es pot situar la data de construcció al segle xi.